# Teleperformance
Téléperformance là một công ty đa quốc tịch có nguồn gốc từ Pháp. Dẫn đầu thế giới về các trung tâm cuộc gọi, nó đa dạng hóa từ năm 2017, bổ sung vào quản lý đa kênh quan hệ khách hàng, dịch vụ thuê ngoài các chức năng văn phòng và hoạt động kiểm duyệt truyền thông xã hội.
Tập đoàn sử dụng hơn 383.000 người và đạt doanh thu 5,732 tỷ euro vào năm 2020. Nó đã được liệt kê trong CAC 40 kể từ tháng 6 năm 2020.